# Латрункулі

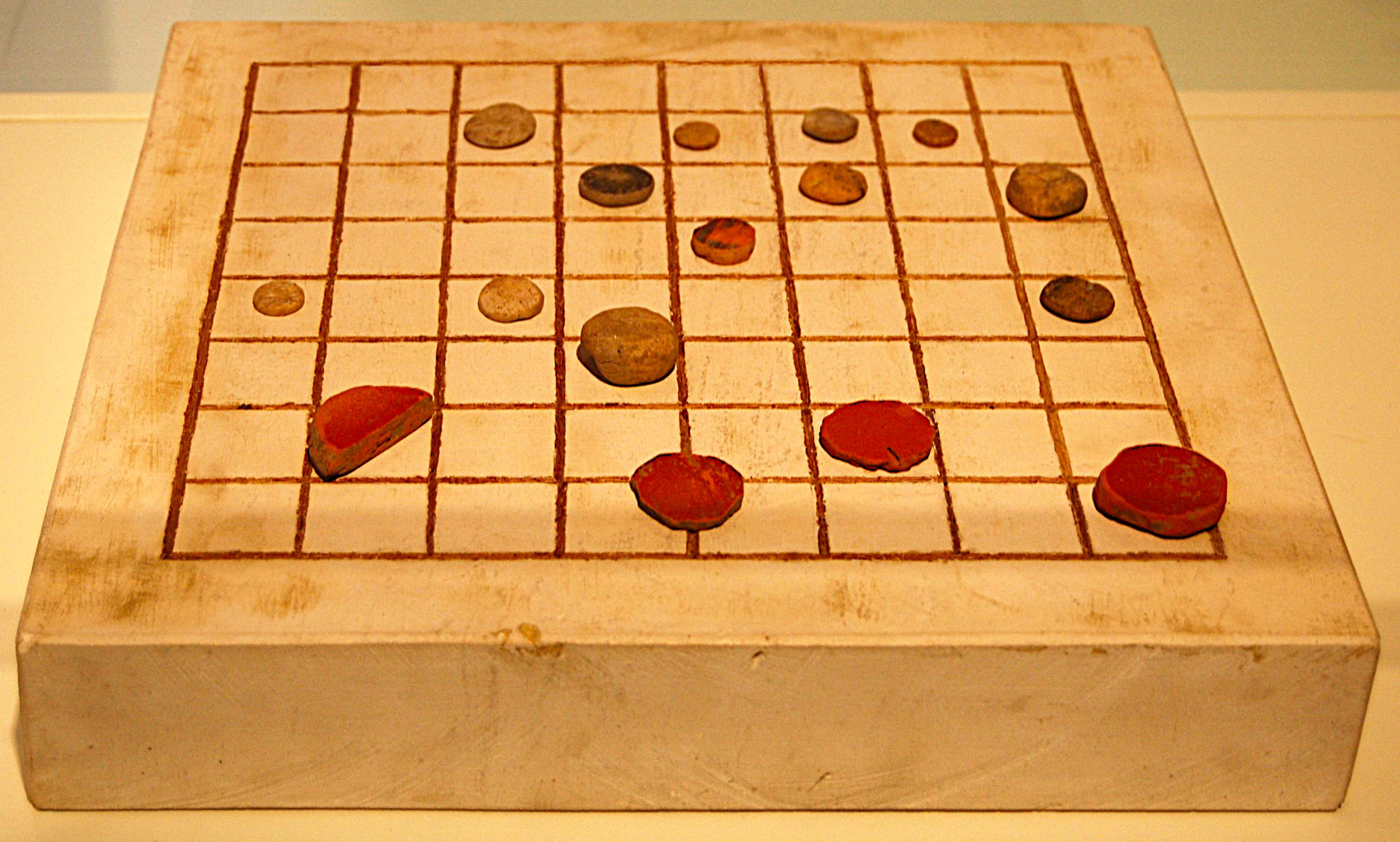
Ludus latrunculorum в Комплутумі (Іспанія).

Латрункулі (лат. latrunculi, latrones, скор. latro, повна форма Lūdus lātrunculōrum, Ludus latrunculorum — букв. «гра солдатиків/найманців») — давньоримська гра, схожа на шашки. Вважають, що від варіації на дошці 8х8 зі зміною правил ходу дамки та простої шашки, включаючи правило ударного ходу, виникли шашки на дошці з 64-ма клітинками.
Ludus latrunculorum розвинулась із давньогрецької гри петея чи гри pente grammaí.
Першу згадку про latrunculi залишив римський автор Варрон (116-27 до н. е.) у книзі «Про латинську мову». Згадував про них в енциклопедії «Етимологія» Ісидор Севільський.
Була дуже популярною грою, з неї проводились турніри.

## Правила
Гра мала численні варіації як і самих правил, так і розмірів дошки.
Класичними були такі: два гравці грали на дошці 8х12, 7х8, 8х8 16-ма чи 32-ма шашковими фігурами. У грі з'являлася дамка, якщо проста фігура досягала т. зв. Ріки, останньої лінії (пор. зміну правил з нардами). Прості ходили по 4 сторонах, але не по діагоналі (пор. з турецькими шашками). Якщо проста була оточена з 4 боків, тобто не могла зробити хід, вона знімалася з дошки (введене правило бою). Дамка могла робити складний хід, «переходячи» через прості.
Гра закінчувалась, якщо суперник не міг зробити хід (фігури були знищеними чи заблокованими) (пор. зміну правил з нардами, т. зв. марс).